# Ondine - Il segreto del mare
Ondine - Il segreto del mare è un film del 2009 diretto da Neil Jordan.
La pellicola, con Colin Farrell e Alicja Bachleda, è stata presentata al Toronto International Film Festival 2009; sul tappeto rosso, accanto al regista e all'attore protagonista c'erano altre due glorie irlandesi, Bono e The Edge degli U2, che hanno manifestato il loro supporto al film.

## Trama
Syracuse è un pescatore irlandese con problemi di alcol alle spalle, ed una figlia Annie, malata e costretta su una sedia a rotelle, che vive con la sua ex e il nuovo compagno. Durante una delle sue battute di pesca, l'uomo trova imprigionata nella sua rete una donna, Ondine. Dopo averla accolta nella sua casa, Syracuse si accorge che la fortuna comincia a girare e tutto sembra andare miracolosamente per il verso giusto. Per sua figlia, Ondine è una selkie, una creatura marina leggendaria che in rari casi può stabilirsi a terra, legandosi per sempre ad un uomo. Syracuse non ci crede ma non sa darsi molte spiegazioni su questa splendida ragazza piombata nella sua vita, della quale è ormai innamorato ma che non vuole che si parli del suo passato e delle sue origini.
Tornando a casa ubriaca, con la figlia e il compagno Alex, Maura ha un terribile incidente d'auto nel centro del paese con un uomo misterioso che sembra conoscere Ondine. Nell'incidente Alex muore, ed Annie, salvatasi al pari degli altri, può addirittura usufruire di un trapianto di rene che potrebbe cambiarle la vita. Al funerale di Alex, Maura spinge Syracuse a bere facendo ricadere l'uomo nel vizio, dopo più di due anni di astinenza, ma al tempo stesso gli concede di prendere con sé la loro figlia.
L'uomo è scosso e crede che non ci sia più un futuro con Ondine che ormai è braccata dall'uomo misterioso. Tornato a riprenderla su un isolotto, la "selkie" Ondine rivela tutta la sua triste storia di corriere rumena della droga. Il suo vero nome è Loana e quando fu ripescata era sfinita dopo essere scappata a nuoto, messa in fuga dalla polizia. L'uomo misterioso è il suo protettore che rivuole da lei l'eroina.
Tornati a terra nasce una colluttazione con gli spacciatori quindi si scopre che la droga non è più nel nascondiglio noto solo a Ondine e alla bambina. Infatti, questa, lo aveva cambiato temendo che la ragazza potesse tornare a prendere quello che per lei era il "manto di foca" senza il quale una selkie non può più tornare nel suo regno acquatico... 
Svelato che il nuovo nascondiglio è in una gabbia nel mare e portatisi tutti sul luogo, grazie all'astuzia e alla determinazione della ragazza i malfattori vengono sopraffatti e per giunta il suo protettore, nel tentativo disperato di recuperare la droga sott'acqua, annega.
Per Ondine/Ioana e gli altri finisce un incubo, ma anche i sogni e le storie leggendarie devono lasciare spazio alla cruda realtà che ora, da extracomunitaria, la vede costretta ad abbandonare il paese.
Di fronte all'unica possibilità che ha di trattenerla, Syracuse non esita un attimo e con grande gioia anche della figlia Annie, la sposa.

## Produzione
Il film è stato girato a Castletownbere e dintorni, nella penisola di Beara nel sud-ovest dell'Irlanda.
Come svelato nel finale del film al protagonista, le canzoni cantate da Ondine sono brani del gruppo islandese Sigur Rós.